# Mesopotamia inferior

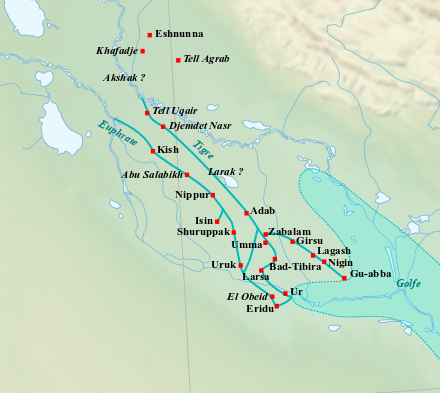
Principales ciudades de la Baja Mesopotamia durante el Período Dinástico Arcaico con el antiguo curso aproximado de los ríos y de la línea de costa del Golfo Pérsico.

Mesopotamia inferior o Baja Mesopotamia es una denominación geohistoriográfica que designa a la zona de Mesopotamia situada "aguas abajo", entre la zona donde se asentaba la ciudad de Babilonia y la desembocadura de los ríos Tigris y Éufrates en el Golfo Pérsico, que en la Antigüedad estaba en un lugar que en la actualidad ha quedado muchos kilómetros tierra adentro, debido a la acumulación de sedimentos.
Las regiones históricas que se situaban en la Baja Mesopotamia eran Acad y Sumeria. La Baja Mesopotamia también era conocida como Caldea.
Entre los primeros asentamientos conocidos de la zona, que se alcanzarían a finales del VI milenio a. C., se encuentran los de Eridú y El Obeid, donde es posible apreciar una evolución rápida del Neolítico por un mejor control del agua y aprovechamiento agrario de las condiciones ambientales existentes, alcanzando al tiempo, dimensiones y características urbanas.